# INS Sindhurakshak (S63)
INS Sindhurakshak foi um submarino de propulsão diesel-elétrica de fabricação russa da classe Kilo (Type 636, ou classe Sindhughosh) que pertenceu a marinha de guerra da Índia.

## História
Comissionado em 24 de dezembro de 1997, ele foi o nono de dez submarinos da classe Kilo a servir na marinha indiana. Em 10 de junho de 2010, o ministério da defesa da Índia e os estaleiros de Zvezdochka assinaram um contrato de US$80 milhões de dólares para atualizar o maquinário da embarcação. Ele retornou ao serviço em junho de 2013.

## Afundamento
O Sindhurakshak sofreu um pequeno acidente operacional em 2010, quando um incêndio a bordo foi detectado. Contudo em 14 de agosto de 2013, uma enorme explosão acabou por afundar o submarino enquanto este estava aportado nos estaleiros de Mumbai. Todos os 18 tripulantes a bordo acabaram morrendo.